# Pina de Ebro
Pour les articles homonymes, voir Pina et Ebro (homonymie).
Pina de Ebro est une commune d’Espagne, dans la province de Saragosse, communauté autonome d'Aragon comarque de Ribera Baja del Ebro.

## Histoire
La région de Pina de Ebro fut le lieu de bataille d'un des tournants de la Guerre d'Espagne.